# Nail Umiarow
Nail Rienadowicz Umiarow (ros. Наиль Ренадович Умяров; ur. 27 czerwca 2000 w Syzraniu) – rosyjski piłkarz pochodzenia tatarskiego grający na pozycji defensywnego pomocnika. Od 2019 jest zawodnikiem klubu Spartak Moskwa.

## Kariera klubowa
Swoją karierę piłkarską Umiarow rozpoczynał w juniorach takich klubów jak: Syzrań-2003 (2006-2009), Akademia Piłkarska Konopliowa (2009-2011) i Centrum Edukacji Czertanowo (2011-2016). W 2017 został zawodnikiem klubu Czertanowo Moskwa. 3 sierpnia 2017 zadebiutował w nim w Wtoroj diwizion w wygranym 2:0 domowym meczu z Dinamem-2 Petersburg. W sezonie 2017/2018 awansował z Czertanowem do Pierwyj diwizion. W Czertanowie grał do końca 2018 roku.
W styczniu 2019 Umiarow został zawodnikiem Spartaka Moskwa, do którego przeszedł za kwotę 300 tysięcy euro. Swój debiut w Spartaku zaliczył 17 marca 2019 w zremisowanym 1:1 domowym meczu z Zenitem Petersburg. W sezonie 2020/2021 wywalczył ze Spartakiem wicemistrzostwo Rosji. 7 listopada 2021 w zremisowanym 1:1 domowym spotkaniu z Lokomotiwem Moskwa strzelił swojego pierwszego gola w Priemjer Lidze.
| Sezon   | Klub              | Kraj  | Rozgrywki        | Mecze | Gole |
| ------- | ----------------- | ----- | ---------------- | ----- | ---- |
| 2017/18 | Czertanowo Moskwa | Rosja | Wtoroj diwizion  | 17    | 0    |
| 2018/19 | Czertanowo Moskwa | Rosja | Pierwyj diwizion | 20    | 2    |
| 2018/19 | Spartak Moskwa    | Rosja | Priemjer-Liga    | 5     | 0    |
| 2018/19 | Spartak-2 Moskwa  | Rosja | Pierwyj diwizion | 1     | 0    |
| 2019/20 | Spartak Moskwa    | Rosja | Priemjer-Liga    | 17    | 0    |
| 2019/20 | Spartak-2 Moskwa  | Rosja | Pierwyj diwizion | 4     | 0    |
| 2020/21 | Spartak Moskwa    | Rosja | Priemjer-Liga    | 26    | 0    |

## Kariera reprezentacyjna
Umiarow ma za sobą występy w reprezentacji Rosji U-16, U-17, U-18, U-19 i U-21. Był w kadrze U-21 w 2021 roku na Mistrzostwach Europy U-21.